# Zappa Plays Zappa

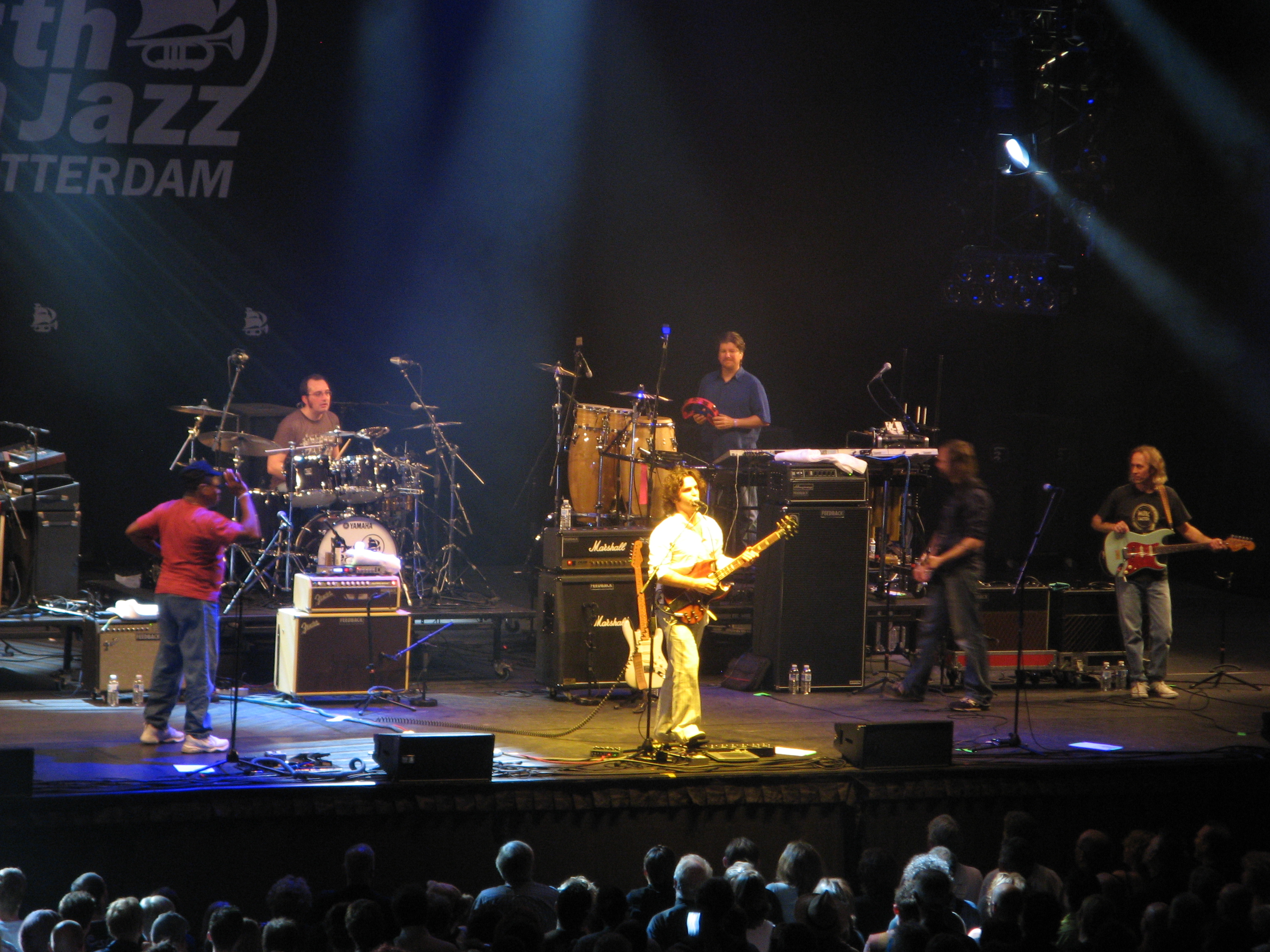
Zappa Plays Zappa en 2008

Zappa Plays Zappa est le titre de tournées de concerts organisées depuis 2006 durant lesquelles un groupe mené par Dweezil Zappa, le fils aîné du compositeur et musicien Frank Zappa, donne des concerts en Europe, au Canada et aux États-Unis. Les tournées sont également connues sous le nom de "Tour de Frank". Le spectacle propose une série de compositions de style rock de Frank Zappa s'étalant des années 1960 à 1980.
Mis à part Dweezil Zappa à la guitare, le groupe se compose de jeunes musiciens virtuoses réunis pour l'occasion et d'invités qui ont précédemment fait partie de l'équipe de Frank Zappa. Parmi ceux-ci, Napoleon Murphy Brock (saxophone, flûte et voix) a fait partie intégrante du groupe alors que le batteur et chanteur Terry Bozzio ainsi que le guitariste électrique Steve Vai se sont produits en tant qu'invités. Lors de certaines représentations, on a pu assister à la projection d'un extrait du film inédit "Roxy".
En 2009, fraîchement couronné d’un Grammy Award dans la catégorie "meilleur groupe de rock instrumental" pour son interprétation du titre Peaches en Regalia, et avec la sortie de CD/DVD des concerts précédents, Zappa Plays Zappa a décidé de repartir sur les routes pour une nouvelle tournée mondiale intitulée "Accept no substituts". Lors de sa tournée mondiale 2014, le groupe rend hommage au double album live de Frank Zappa sorti quarante and plus tôt Roxy & Elsewhere, puis en 2015, selon le même principe anniversaire, joue intégralement et dans l'ordre, le disque One Size Fits All (1975).

## Musiciens
Groupe (2014-2015) :
- Dweezil Zappa - guitare

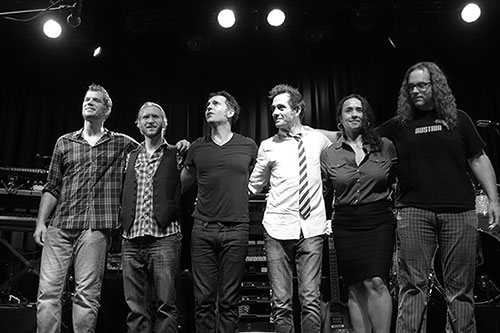
Zappa plays Zappa à Aarhus (Danemark) en octobre 2015. De gauche à droite : Ben Thomas, Chris Norton, Dweezil Zappa, Kurt Morgan, Scheila Gonzalez et Ryan Brown

- Scheila Gonzalez - saxophone, flûte, claviers et chant
- Ryan Brown - batterie, percussions, chœurs
- Ben Thomas - chant, trompette, trombone, guitare
- Chris Norton - claviers, violon, chant
- Kurt Morgan - basse, chœurs

Anciens membres (2006-2012) :
- Napoleon Murphy Brock - voix, saxophone et flûte
- Aaron Arntz - trompette et claviers
- Pete Griffin - basse
- Billy Hulting - marimba et percussions
- Jamie Kime - guitare
- Joe Travers - batterie et voix

Invités lors de la tournée 2006
- Terry Bozzio - batterie et voix
- Steve Vai - guitare